# 理查德·比斯利
理查德·比斯利（英語：Richard Beesly，1907年7月27日—1965年3月28日），英国男子赛艇运动员。他曾代表英国参加1928年夏季奥林匹克运动会赛艇比赛，获得男子四人单桨无舵手金牌。